# Bodenstädter Ländchen
Das Bodenstädter Ländchen (tschechisch Potštátsko) ist ein waldiges Hügelland östlich der Oder im Okres Přerov und im Okres Olomouc, Tschechien.
Benannt ist das zwischen Schönhengstgau im Osten und Kuhländchen im Westen gelegene nordmährische Gebiet nach dem Ort Potštát. Es umfasst maximal 14 Orte (je nach Zeitgeist weniger). Die zum „Bodenstädter Ländchen“ zählenden Orte waren im Laufe der Geschichte zu unterschiedlichen Verwaltungseinheiten (Herrschaft, Kirchspiel, Fideikommiss) zugehörig und sind heute teilweise untergegangen (z. B. mussten Bernhau und Rudelzau dem Truppenübungsplatz Libavá weichen). 
Die Namen der 14 Orte des Bodenstädter Ländchens lauten in tschechischer, deutscher und/oder lateinischer Schreibweise:
- Potštát = Bodenstadt = Bodenstadium
- Padesát Lánů = Fünfzighuben = Funftzighuben = Funftzigubna
- Kyžlířov = Keuschendorf = Gaisdorf = Geischdorff = Geißdorf = Geischdorffium
- Heřmánky = Hermsdorf = Hermannsdorf = Hermannsdorffium
- Luboměř pod Strážnou = Liebenthal = Liebenthalium
- Lipná = Lindava = Lindenau = Lindenhau = Lindenavia
- Středolesí = Mittelwald = Mittlvalda
- Boňkov = Punkendorf = Punckendorf = Punckendorffium
- Kovářov = Schmiedsau = Schmitzau = Schmitzavia
- Barnov = Olověná = Bernhau = Bernau = Bährnhau = Bernovia = Bernhavia
- Rudoltovice = Rudelzau = Rudeltzau = Rudeltzauna = Rudeltzavia
- Milovany = Milbes = Milbessium
- Mastník = Siegertsau = Siegertzau = Sigertzauna = Siegertsavia
- Boškov = Poschkau = Poschkavia = Buschgau